# Anurija
Anurija je bolezensko stanje, ko ledvice popolno prenehajo oz. izločijo le do 100 ml urina.
Vzrok zavrtega izločanja seča je lahko:
- zapora v sečnih izvodilih - postrenalna anurija,
- zunajledvične spremembe - prerenalna anurija ali
- spremembe v ledvicah - renalna anurija.